# إينتين
إينتين هو إله الخصوبة في الميثولوجيا السومرية، تم خلقه من الإله إنليل ليكون حارس الفلاحين، وأعتبر مع إيميش إله النبات، ووصف بكونه أيضاً أنه المسؤول عن خصوبة الماعز والبقر والغنم والحمير والدجاج.